# Ekkehard I
Ekkehard I (ur. ok. 960, zm. 30 kwietnia 1002) – margrabia Miśni w latach 985–1002. Syn Guntera z Merseburga, brat Guncelina z Kuckenburga.

## Życiorys
Od 985 margrabia Marchii Miśnieńskiej (po śmierci Rygdaga). Spowinowacił się z rodem Thietmara I, poprzez małżeństwo z wdową po Thietmarze, Swanhildą. Ekkehard wyrobił sobie wysoką pozycje przez działania wojenne, które podejmował; odbił Miśnię, stolicę marchii zdobytą przez Wieletów w 983. Podbił też plemię Milczan.
W 1002 roku zmarł cesarz Otton III. Pretensje do tronu zgłosiło trzech kandydatów. Największe szanse miał Ekkehard, cieszący się wielkim uznaniem zmarłego cesarza. Starania przerwał spisek, który doprowadził do śmierci margrabiego 30 kwietnia 1002 roku. Odtąd wadziło się dwóch kandydatów: książę szwabski Herman oraz przyszły cesarz Henryk książę bawarski. Zamieszanie wykorzystał książę Polski Bolesław Chrobry zajmując Łużyce, Milsko oraz Miśnię. Wojnę zakończył pokój w Budziszynie w 1018 r. oraz małżeństwo Ody, córki Ekkeharda z Bolesławem Chrobrym. Ostatecznie marchię miśnieńską otrzymał brat Ekkeharda, Guncelin.

## Potomstwo
Z żoną Swanhildą, córką margrabiego Hermana Billunga miał siedmioro dzieci:
- Liutgarda (zm. 1012), żona margrabiego Marchii Północnej Wernera;
- Herman I (zm. 1031), mąż córki Bolesława Chrobrego Regelindy, margrabia Miśni 1009–1031;
- Ekkehard II (zm. 1046), margrabia Miśni 1031–1046;
- Gunter (zm. 1025), arcybiskup salzburski;
- Eilward (zm. 1023), biskup miśnieński;
- Matylda, żona margrabiego Marchii Łużyckiej Dytryka I;
- Oda (zm. po 1018), czwarta żona Bolesława Chrobrego.